# Ajuntament de Pamplona

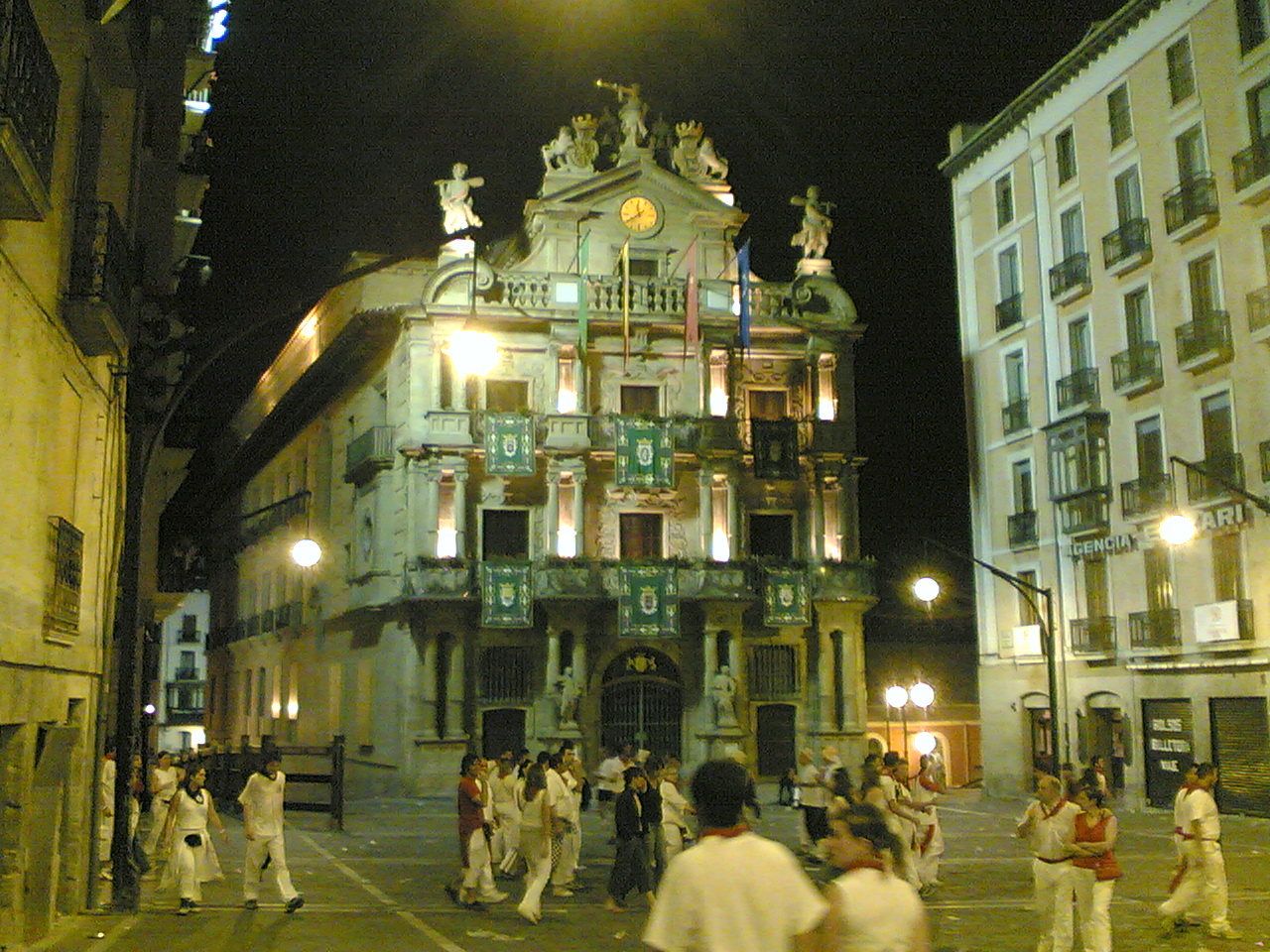
Ajuntament de Pamplona durant els Sanfermines

L'Ajuntament de Pamplona (Iruñeko Udala en basc) és la institució que s'encarrega de governar la ciutat de Pamplona, capital de Navarra.
Està presidit per l'Alcalde de Pamplona, que des de 1979 és escollit democràticament per sufragi universal. Actualment i des de 2015, exerceix el càrrec Joseba Asirón Sáez, d'Euskal Herria Bildu.
La seu està emplaçada a la Plaça Consistorial, al Nucli Antic, que és el lloc des del qual es llança el chupinazo que comença les Festes de San Fermín cada 6 de juliol a les 12:00 hores.

## L'edifici

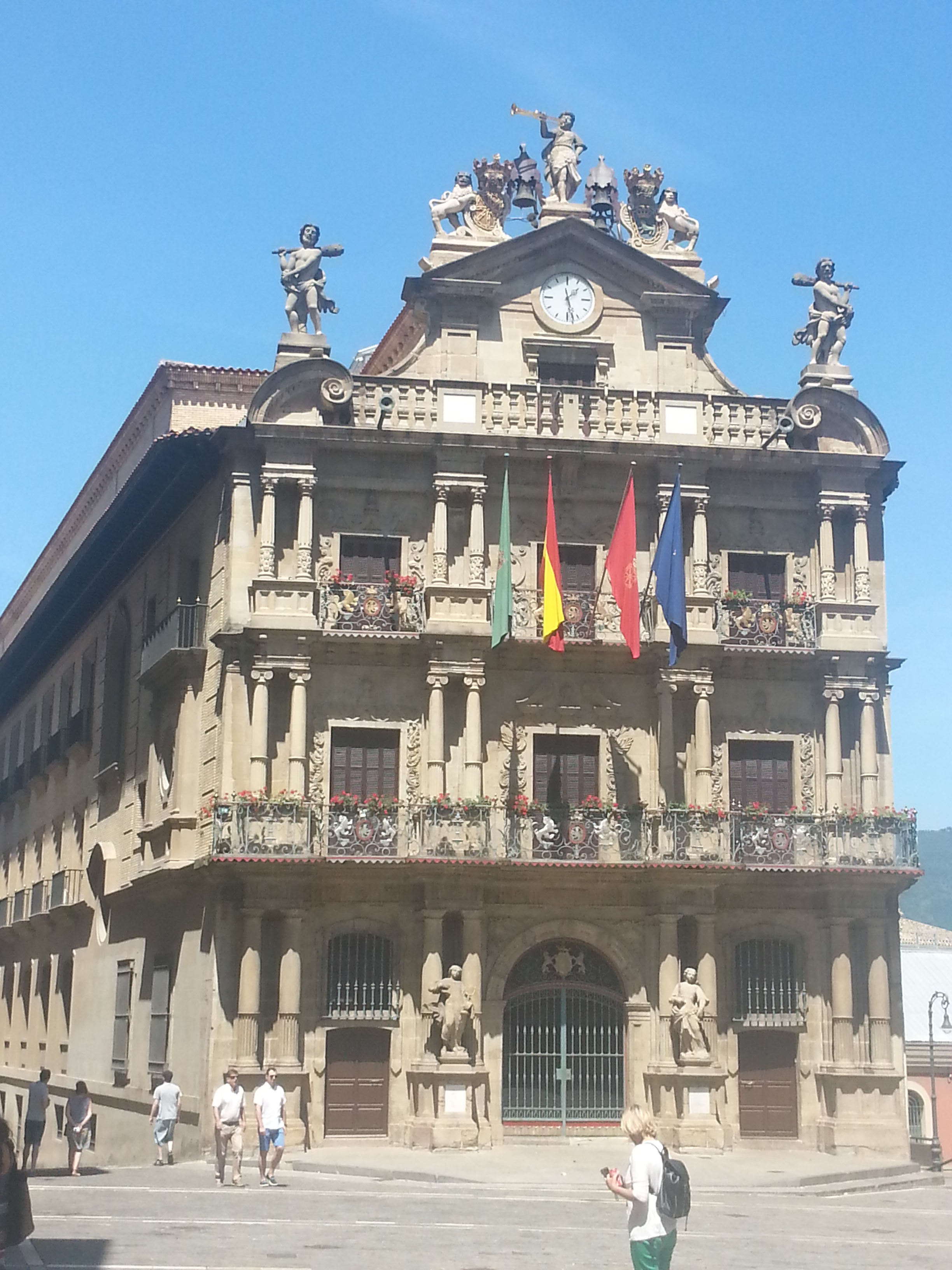
Ajuntament de Pamplona al migdia

La ubicació de l'edifici es va disposar en 1423 per disposició del Privilegi de la Unió de la unificació i pacificació de Pamplona per Carles III de Navarra. Estava localitzat en un lloc sense edificar i equidistant dels diferents Burgs de Pamplona.
En aquesta mateixa ubicació s'han succeït diversos edificis. Així en 1753 es va derrocar el primitiu i va començar a construir-se un de nou per l'arquitecte Juan Miguel Goyeneta i façana d'estil Rococó de José Zay y Lorda realitzada en 1755, però que en la part alta va ser modificada un any després per Juan Lorenzo Catalán. Aquesta façana és l'única cosa que queda de l'edifici de llavors. No obstant això té un gust barroc en alguns detalls com són la balconada de ferro i les escultures al·lusives de la Prudència, la Justícia, Hèrcules i la Fama. L'interior de l'edifici es va derrocar completament, desapareixent una esplèndida escala barroca de José Mazal, i reconstruït en 1951 sota la direcció de l'arquitecte José Yárnoz Orcoyen.

## Govern municipal

### Pressupostos Municipals
Per assegurar el seu funcionament l'Ajuntament de Pamplona té aprovat el següent Pressupost
| « | El Pressupost consolidat de despeses de l'Ajuntament de Pamplona per a l'exercici 2009, compost pel pressupost del propi Ajuntament, el dels Organismes Autònoms (Gerència d'Urbanisme i Escoles Infantils) i per les previsions de les empreses públiques participades íntegrament per l'Ajuntament (Pamplona Centro Històric, SA, Comiruña, SA i ASIMEC, SA), ascendeix a un total de 299.114.355 euros, després de realitzar els ajustos per operacions internes entre les entitats indicades. | » |

### Ple Municipal
El Ple Municipal és l'«òrgan de màxima representació política de la ciutadania al govern municipal, apareixent configurat com a òrgan de debat i d'adopció de les grans decisions estratègiques a través de l'aprovació dels reglaments de naturalesa orgànica i altres normes generals, dels pressupostos municipals, dels plans d'ordenació urbanística, de les formes de gestió dels serveis, etc., i de control i fiscalització dels òrgans de govern». Les atribucions de les diferents Àrees de Govern estan aprovades pel Ple Municipal. El Ple és convocat i presidit per l'alcalde Enrique Maya, i està integrat pels 27 regidors de l'Ajuntament. Les sessions ordinàries se celebren el dues vegades al mes en el Saló de Plens de la Casa Consistorial.

### Àrees Municipals
La gestió executiva municipal està organitzada per tretze àrees de govern al capdavant de les quals hi ha un regidor de l'equip de govern. Cada àrea de govern té diverses delegacions en funció de les competències que se li assignen i que són variables d'uns governs municipals a uns altres.
- Benestar Social i Esport: Prestar els serveis socials municipals a ciutadans amb necessitats específiques. Promoure programes de suports a l'esport i manteniment de les seves instal·lacions. Benestar Social i Esport: Prestar els serveis socials municipals a ciutadans amb necessitats específiques. Promoure programes de suports a l'esport i manteniment de les seves instal·lacions.[5]
- Comerç i Turisme: Promocionar l'activitat comercial i promocionar el turisme i imatge de la ciutat en l'àmbit nacional i internacional.[6]
- Conservació Urbana: Té la missió de conservar i mantenir el bon estat de la via pública (zones verdes, paviments, accessibilitat, aparcaments, solars, mobiliari urbà, enllumenat, neteja, edificis municipals).[7]
- Cultura: Té la missió d'impulsar i coordinar activitats culturals que siguin gestionades per l'Ajuntament. En coordinació amb altres àrees municipals, dissenya, executa i avalua el programa de festes de San Fermín[8]
- Desenvolupament Sostenible:Té la missió de vetllar perquè les condicions higiènico-sanitàries i mediambientals de la ciutat, siguin tan bé com sigui possible, mitjançant accions de sensibilització, preventives i correctives.[9]
- Educació i Joventut: Té la missió d'afavorir el desenvolupament integral de les persones, i donar suport als programes i iniciatives ciutadanes en els àmbits de l'educació i la joventut.[10]
- Hisenda Local: Té com a finalitat, gestionar la recaptació dels impostos municipals, realitzar projectes i estudis pressupostaris i gestionar la tresoreria de l'Ajuntament a través de la Intervenció.[11]
- Mobilitat: Té la missió d'ordenar i regular l'ús de l'espai públic per garantir la mobilitat tant de vehicles com de vianants, senyalització de tràfic, estacionament i transport de viatgers i mercaderies i gestionar la regulació dels semàfors en l'àmbit municipal.[12]
- Participació Ciutadana i Noves Tecnologies: Té la missió de fomentar la participació ciutadana; l'atenció i informació al ciutadà en totes les seves facetes, la gestió de subvencions a entitats ciutadanes; l'àrea també s'encarrega de la promoció de l'ús de les noves tecnologies i modernització dels diferents serveis municipals.[13]
- Presidència: Gestiona els recursos humans de l'Ajuntament. Padró. Arxiu Municipal. Matrimonis Civils. Els processos electorals.[14]
- Projectes Estratègics: Té la missió d'executar de les obres promogudes per les diferents àrees municipals Realització d'estudis i redacció de projectes estratègics i convencionals.[15]
- Seguretat Ciutadana: Té la missió de protegir l'exercici de drets i llibertats i garantir la seguretat ciutadana, d la mateixa manera, prevé i minimitza les conseqüències de les possibles situacions d'emergència. Policia Municipal i protecció civil.[16]
- Urbanisme i Habitatge: Planifica i gestiona l'ordenació urbana de la ciutat, gestiona la política municipal d'habitatge, tramita tota mena de llicències, i controla la legalitat urbanística.[17]

### Comissions
- Comissió de Serveis Ciutadans
- Comissió d'Urbanisme

- Comissió de Presidència i Comptes

### Organismes autònoms
- Organisme Autònom d'Escoles Infantils Municipals
- Gerència d'Urbanisme

## Regidors
L'Ajuntament de Pamplona està format per 27 regidors, escollits per sufragi universal cada quatre anys. La distribució dels regidors, després de les eleccions celebrades al maig de 2011, fou la següent:
| Càrrec  | Nom                              | Partit polític |
| ------- | -------------------------------- | -------------- |
| Alcalde | Enrique Maya Miranda             | UPN            |
| Regidor | Ana Elizalde Urmeneta            | UPN            |
| Regidor | José Javier López Rodríguez      | UPN            |
| Regidor | María Caballero Martínez         | UPN            |
| Regidor | Juan José Echeverría             | UPN            |
| Regidor | Fermín Alonso Ibarra             | UPN            |
| Regidor | Ana Lezcano Galar                | UPN            |
| Regidor | Valentín Alzina de Aguilar       | UPN            |
| Regidor | Ignacio Polo Gilabert            | UPN            |
| Regidor | Paz Prieto Sáenz de Tejada       | UPN            |
| Regidor | Juan Frommknetch Lizarraga       | UPN            |
| Regidor | Uxue Barkos Berruezo             | NaBai          |
| Regidor | Iñaki Cabasés Hita               | NaBai          |
| Regidor | Aritz Romeo Ruiz                 | NaBai          |
| Regidor | Aitor Lakasta Zubero             | NaBai          |
| Regidor | Ana Barrena Arellano             | NaBai          |
| Regidor | Javier Leoz Sanz                 | NaBai          |
| Regidor | Itziar Gómez López               | NaBai          |
| Regidor | Juan Moscoso del Prado Hernández | PSN-PSOE       |
| Regidor | Jorge Mori Igoa                  | PSN-PSOE       |
| Regidor | Pilar Ferrero Peso               | PSN-PSOE       |
| Regidor | Eva Aranguren Arsuaga            | Bildu          |
| Regidor | Peio Martínez de Eulate          | Bildu          |
| Regidor | Arantza Oskoz Marcilla           | Bildu          |
| Regidor | José María Nuñez Centano         | PP             |
| Regidor | Cristina Sanz Barrios            | PP             |
| Regidor | Edurne Eguino Sasiain            | I-E            |

## Alcaldes
Llista dels Alcaldes de Pamplona des de 1979.
| Mandat          | Nom                       | Partit polític |
| --------------- | ------------------------- | -------------- |
| 1979-1983       | Julián Balduz Calvo       | PSN-PSOE       |
| 1983-1987       | Julián Balduz Calvo       | PSN-PSOE       |
| 1987-1991       | Javier Chourraut Burguete | UPN            |
| 1991-1995       | Alfredo Jaime Irujo       | UPN-PP         |
| 1995-1999       | Javier Chourraut Burguete | CDN            |
| 1999-2003       | Yolanda Barcina Angulo    | UPN-PP         |
| 2003-2007       | Yolanda Barcina Angulo    | UPN-PP         |
| 2007-2011       | Yolanda Barcina Angulo    | UPN            |
| 2011-2015       | Enrique Maya Miranda      | UPN            |
| 2015-2019       | Joseba Asirón Sáez        | Bildu          |
| 2019-2023       | Enrique Maya Miranda      | Navarra Suma   |
| 2023            | Cristina Ibarrola Guillén | UPN            |
| 2023-actualitat | Joseba Asirón Sáez        | Bildu          |